# ある素敵な日
ある素敵な日』（ある すてきな ひ、朝鮮語: オヌ モッチン ナル、ハングル: 어느 멋진 날）は、韓国MBCで2006年5月31日から7月20日まで放送されたテレビドラマ。全16話。

## 概要
当初、日本の漫画家末次由紀の漫画『エデンの花』のドラマ化を予定していたが、盗作問題のため制作を断念、ストーリーを一新して制作されたのが本作である。

## 出演
- ソ・ハヌル / パク・ヘウォン: ソン・ユリ (三ツ木勇気)
- ソ・ゴン: コン・ユ (竹若拓磨)
- ク・ヒョジュ: イ・ヨニ (永田亮子)
- カン・ドンハ: ナムグン・ミン (星野貴紀)
- パク・テウォン: ユ・ハジュン (平川大輔)
- ク・ソンチャン: カン・ソンジン
- ク・ギョンテク: イ・ギヨル
- パク・チングォン: チョン・ドンファン
- チ・スヒョン: ソヌ・ウンスク

## 韓国国外での放送

### 日本
- 2006年12月23日よりCS局のKNTVにて放送
- 2007年8月30日よりBS局のWOWOWにて、毎週木曜日に2話ずつ放送
- 2010年10月4日からフジテレビの関東ローカル枠（韓流α）にて放送。フジテレビでは2か国語放送に日本語字幕を付ける形で放送された。
- その後はBSフジやTBSチャンネル1で放送された。